# Teodomiro Leite de Vasconcelos
Teodomiro Alberto Azevedo Leite de Vasconcelos (Arcos de Valdevez, Portugal, 4 de Agosto de 1944 - Maputo, Moçambique, 29 de Janeiro de 1997) foi um jornalista e escritor moçambicano.
Bacharel em ciências sociais, Leite de Vasconcelos chegou a director da Rádio Moçambique. Foi ainda membro da direcção da Organização Nacional de Jornalistas e da Associação dos Escritores Moçambicanos. Em 1981 foi laureado com a "Medalha de Honra Julius Fucik" da Organização Internacional de Jornalistas.
Para além dos seus escritos jornalísticos e de colaborações em vários jornais e revistas, Leite de Vasconcelos apenas publicou em vida o livro de poemas "Irmão do Universo" (1994). No entanto, várias das suas obras foram editadas como publicações póstumas.

## Revolução de 25 de Abril de 1974
Na madrugada de 25 de abril de 1974, Leite de Vasconcelos era o locutor da emissão do programa Limite, da Rádio Renascença  , quando a canção Grândola, Vila Morena de Zeca Afonso é transmitida às 0h20, segundo sinal que confirma o golpe e marca o início das operações militares pelas ruas de Portugal . Estava em marcha a revolução que derrubaria a ditadura e traria a democracia ao país.

## Publicações póstumas
- 1997 - "Resumos, Insumos e Dores Emergentes" (poesia);
- 1999 - "Pela Boca Morre o Peixe" (crónicas);
- 2000 - "As Mortes de Lucas Mateus" (teatro)
- Contraponto (crónicas)

Tem ainda dois contos seus publicados na antologia "As Mãos dos Pretos" de Nelson Saúte.
1. ↑  Cronologia pulsar da revolução (Centro de Documentação 25 de Abril)
2. ↑  Cronologia pulsar da revolução (Centro de Documentação 25 de Abril)
3. ↑  25 de Abril: Uma revolução ao comando dos microfones – artigo de Marta Portocarrero, Universidade do Porto, 22 de abril, 2012